# Cheratomalacia
La cheratomalacia è una sindrome da carenza di vitamina A che interessa la cornea e la congiuntiva.

## Epidemiologia
Generalmente colpisce i bambini denutriti o le persone affette da malattie da malassorbimento intestinale.

## Presentazione clinica
Inizialmente la cheratomalacia porta alla perdita di brillantezza della congiuntiva, che diviene opaca, secca e perde la sensibilità; sulla cornea compare una macchia opaca e delle macchie biancastre dell'epitelio corneale. Se non si attua una terapia adeguata, la cornea diviene opaca e facilmente attaccabile da batteri, a cui può fare seguito una infezione con conseguente ulcerazione e perforazione, fino alla cecità.

## Diagnosi
La malattia si diagnostica durante una visita oculistica con un semplice esame obiettivo oftalmico e tramite l'anamnesi.

## Terapia
Nelle fasi iniziali è possibile far regredire la malattia somministrando la vitamina A sia per via locale, sia sistemica e con gli integratori, nelle forme più avanzate invece le terapie sono poco efficaci.